# Llamado al altar
El llamado al altar es una práctica de algunas Iglesias Evangélicas que consiste en una invitación realizada por un predicador para que aquellos que deseen hacer un compromiso espiritual con Jesucristo lo hagan públicamente, junto al altar situado en la parte frontal de un templo evangélico. En el Antiguo testamento el altar era el lugar donde se realizaban los sacrificios a Dios, por lo que quienes realizan esta práctica entienden el "llamado al altar" como el acto mediante el cual los nuevos creyentes se ofrecen a sí mismos a Dios, de acuerdo a su interpretación de Romanos 12:1 que dice: 

Así que, hermanos, os ruego por las misericordias de Dios, que presentéis vuestros cuerpos en sacrificio vivo, santo, agradable a Dios, que es vuestro culto racional.
Apóstol Pablo (Romanos 12:1)

El llamado al altar se suele realizar al final de las reuniones y se denomina así aunque en ocasiones el lugar en que se realiza no sea un templo con un altar. Entre los predicadores que acostumbran a realizar esta práctica están Billy Graham, Benny Hinn y Cash Luna. A menudo la congregación entona himnos mientras los creyentes van al altar. Una vez que los nuevos creyentes han pasado adelante, los predicadores suelen invitarlos a recitar la oración del pecador con la finalidad de recibir la salvación eterna. Mediante esta oración los nuevos creyentes oran a Dios en voz alta pidiendo perdón por sus pecados, reconociendo que Jesús es el Hijo de Dios, y comprometiéndose a seguir a Jesús y a vivir de acuerdo a sus enseñanzas. Este ritual es también llamado el "nuevo nacimiento".
En las Iglesias pentecostales, el altar es el lugar donde las personas pueden arrepentirse de sus pecados y orar para recibir el bautismo en el Espíritu Santo (el cual suele ser acompañado por la señal de hablar en lenguas). El altar es también el lugar al que los creyentes se acercan a orar por sus necesidades y para ser "tocados" por Dios. En este tipo de iglesias el llamado al altar no se limita a los nuevos creyentes sino que se realiza también con otros propósitos como el de rededicar la vida a Jesucristo después de un tiempo, orar por sanidad, rendir nuevas áreas de la vida a Dios, recibir algún tipo especial de bendición o para dedicar a nuevos ministros. En este tipo de iglesias el llamado al altar frecuentemente incluye también la imposición de manos.

## Historia
La práctica del llamado al altar tiene sus inicios en el trabajo del evangelista estadounidense Charles Finney. Muchas iglesias, especialmente aquellas que adhieren al cristianismo evangélico, consideran que las personas deben hacer una proclamación pública de fe, basadas en el pasaje de la Biblia en el que Jesús afirma: 

A cualquiera, pues, que me confiese delante de los hombres, yo también le confesaré delante de mi Padre que está en los cielos. Y a cualquiera que me niegue delante de los hombres, yo también le negaré delante de mi Padre que está en los cielos.
Jesucristo (según el Evangelio de Mateo)

 Otro versículo citado frecuentemente para respaldar esta práctica es el que se encuentra en la Epístola a los Romanos en la que el apóstol Pablo declara: 

Ésta es la palabra de fe que predicamos: que si confesares con tu boca que Jesús es el Señor, y creyeres en tu corazón que Dios le levantó de los muertos, serás salvo. Porque con el corazón se cree para justicia, pero con la boca se confiesa para salvación.
Apóstol Pablo

## Objeciones
Numerosas iglesias evangélicas objetan la práctica del llamado al altar por diversas razones. Algunas argumentan que no existen ejemplos de esta práctica en la Biblia. Otros creen que es intimidante y crea una barrera artificial e innecesaria para aquellos que desean convertirse en cristianos, pero que al momento del llamado aún no se sienten preparados para hacer una confesión pública.
La objeción de algunos  calvinistas a esta práctica es que no se tiene registro histórico en 1800 años de cristianismo, si no hasta que surgen diversas corrientes teológicas que lo que hacen es desviar la verdad bíblica de la esencia espiritual y vuelcan la doctrina hacia un enfoque antropocéntrico y decisionista, lo cual lleva al error de confundir una conducta exterior con un verdadero cambio espiritual, por lo que argumentan que el responder al llamado al altar transmite a la gente una falsa garantía respecto a su salvación.